# تيمور بن أسعد
تيمور بن أسعد بن طارق بن تيمور آل بو سعيد (ولد عام 1980م) هو ابنُ أخ السلطان هيثم بن طارق. يتولى أبوه السيدُ أسعد حاليا المهام الرسمية العامة نيابة عن جلالته (ممثل جلالة السلطان)، ومن بين قائمة أعمامه سلطان عمان هيثم بن طارق آل سعيد، والسيد شهاب (نائب رئيس الوزراء لشؤون الدفاع).

## عائلته
تزوّج السيد تيمور سلمى بنت مستهيل بن أحمد المعشني، الذي يعدّ أباها أكبر من هم على قيد الحياة من إخوان السيدة ميزون، أم السلطان. وقد كان زواجهما من أكبر المناسبات في عهد الأسرة المالكة في السنوات الأخيرة، حيث كان برجوازيا وبذخا البتة إلى درجة حدتْ بأهل مسقط لأن يصفوه تهكما بأحد ليالي «ألف ليلة وليلة». وقد كانت مراسم الاحتفال التي حضر[A1] بعضها مموّلة بشكل مباشر من السلطان، كما تخلّلتها عروض الألعاب النارية والحفلات وأمسيات الاستقبال التي دامت لأربع ليال. ويُعتقد أن السلطان كان قد أبدى شخصيا بدء المنافسة بين المترشّحين من جيله، مما رسّخ مكانة السيد تيمور كثيرا.

## أعماله في عُمان
يشغل صاحب السمو السيد تيمور بن أسعد آل سعيد منصب: رئيس محافظي البنك المركزي العماني منذ 18 أغسطس 2020، وكان يشغل سابقا منصب (أمين عام مجلس البحث العلمي) الذي كان يتولّى فيه إدارة المؤتمرات العالمية إلى جانب أنه يرعى مختلف الفعاليات والأنشطة العامّة. وقد كان له دور ملحوظ في إحدى مؤتمرات الرياضيات التي أقيمت في ربيع 2007م، حيث كان لبق الحديث وطيبا مع الحاضرين من الأكاديميين. ومن بين مهامه المهنية أيضا توليه عضوية مجلس إدارة بنك ظفار الذي يعدّ أحد أكبر المؤسسات المالية في البلد، كما رعى العديد من الفعاليات التي تطلّبت وجود أحد أعضاء أفراد العائلة المالكة، وهو الأكثر شهرة في أوساط الإعلاميين محليا مقارنة بمن هم في جيله من الأسرة المالكة.
وعن سماته الشخصية فهو أنيق اجتماعي لا يأبه كثيرا بالرسميات، ويصل طوله إلى ستة أقدام، ويتسّم بوزنه الزائد على نحو لا يؤثّر على قوة جسمه المفعمة، وهو يتحدّث الإنجليزية بطلاقة ويقتني لنفسه آخر طرازات بي إم دبليو بلوحة رقم هـ س 1″. وقد سافر مرتين إلى الولايات المتحدة إحداها لأغراض طبية إلى هوستون عندما كان طفلا، والثانية أجراها في السنوات الأخيرة إلى العاصمة واشنطن.

## مسيرة التعليم
تخرّج السيد تيمور من مدرسة مسقط الدولية (على عكس نظرائه ممن درس وتخرّج من مدرسة السلطان” النخبوية). وقضى أربع سنوات في المملكة المتحدة لدراسته العليا، وقد درس في برايتون وفي جالاشيلز الواقعتان على امتداد السهول في اسكتلندا، وذلك قبل إنهاء دراسته الجامعية في الكلية الأمريكية بلندن. ولم يكن طالبا مجتهدا حسب رأيه، ففي حديث معه أشار إلى أنه لم ينجح في العديد من المواد، لذا فقد عمد إلى أخذ درجته في مجال العلاقات العامة بدلا من مجال الشؤون الدولية.
.
كما يأمل السيد تيمور أن ترافقه زوجته إلى الولايات المتحدة لنيل شهادة الماجستير في إدارة الأعمال. وقد تخرّجت من جامعة السلطان قابوس، وكانت فائقة الذكاء خلال المرحلة الثانوية مقارنة بزميلاتها. وكانت قد أنجزت المرحلة الثانوية في مدرسة شاطئ القرم الثانوية للبنات، والتي التحقت بها بناء على رغبة عائلتها بأنها السبيل لتوسيع مداركها.

## تعليق
تتداول الكثير من الأوساط أن تيمور قد يكون الخليفة، إلا إذا طال حكم السلطان قابوس بن سعيد لمدة أطول وارتأت العائلة المالكة تجاهل كافة المترشحين من الجيل الأصغر. ويدل مشاركة السلطان غير المألوفة في زفاف تيمور على رسالة ضمنية له، أو ربما لوالده أسعد، ولكن بغض النظر عما كان يخلد في نفس السلطان، أدّت هذه اللفتة إلى إقناع الكثيرين من أن لتيمور مكانة خاصة بين أفراد الأسرة المالكة. ومن المتوقّع أن نرى حضورا له مع السلطان إذا كانت هنالك عزم على إحلاله في المنصب الأعلى.